# Lovrečka Velika
Lovrečka Velika is een plaats in de gemeente Vrbovec in de Kroatische provincie Zagreb. De plaats telt 194 inwoners (2001).